# Bisalta
La Bisalta o Besimauda è una montagna delle Alpi Liguri alta 2.231 m situata alla convergenza tra le due brevi valli dei torrenti Colla e Josina e la Valle Pesio. 
Interessa i comuni di Peveragno e Boves, in Provincia di Cuneo.

## Toponimo
Il toponimo deriva dell'apparenza bifida (bis alta: due volte alta) del monte visto dalla città cuneese posta ad ovest del monte stesso. Su parecchie carte viene indicata come Besimauda; a volte per Bisalta si intende invece tutto il gruppo montuoso che comprende, oltre che la montagna principale, il Bric Costa Rossa (2.403 m) ed i rilievi della cresta che collega le due montagne.

## Descrizione
La montagna ha una particolare forma trapezoidale. La parte sommitale della montagna è sdoppiata in due rilievi; quello meridionale è il più alto (2.231 m) ed è sormontato da un'alta croce metallica. Anche sull'anticima nord, a quota 2.018, sorge una croce. In corrispondenza della Bisalta la Costa della Mula, un costolone di massi accatastati che sale da est, converge sul crinale spartiacque Colla-Pesio. Le pendici sono roccioso-detritiche, colonizzate soprattutto sul versante Josina da bassi arbusti e magri e ripidi pascoli.
Data la posizione avanzata verso la pianura la Bisalta è una delle montagne più panoramiche del Piemonte: dalla sua cima si può abbracciare un amplissimo tratto dell'arco alpino e, nelle giornate limpide, lo sguardo può arrivare fino al Mar Ligure. Grazie anche alla sua forma caratteristica è facilmente individuabile dalla pianura ed è visibile anche da molto lontano.

## Storia e leggende
Secondo una leggenda piuttosto diffusa la cima della montagna dovrebbe la sua conformazione bifida ad un intervento diabolico. La leggenda narra che un abitante della valle di San Giacomo, ubriaco, stava percorrendo la strada che porta a Madonna dei Boschi, dove la Bisalta, ergendosi in tutta la sua altezza, copriva la luna e quindi gli oscurava la strada. L'uomo, imprecando, disse che avrebbe dato l'anima al diavolo per veder sparire la montagna. Improvvisamente apparve un uomo alto, vestito di verde, dal volto bruno e con una barbetta crespa. Era il diavolo, che gli offrì un contratto cartaceo: avrebbe sgomberato la vista della luna entro la mattina seguente in cambio dell'anima, resa dopo sei anni. Ma l'uomo ubriaco non sapeva firmare, così il diavolo gli diede un ago e gli ordinò di fare un segno col suo sangue. Una volta firmato il contratto comparvero tanti diavoli e diavoletti che cominciarono a scavare la montagna dalla cima. Il diavolo temeva di non riuscire a rispettare il patto, poiché il lavoro si presentò più difficoltoso del previsto: poco dopo la mezzanotte avevano solo scalfito parte della cima, dividendola in due. Mentre cercava una scappatoia nel contratto, tutti i diavoli e diavoletti scomparvero. Il contratto era stato firmato con una croce. Da allora la cima della Bisalta fu raddoppiata.
La Bisalta fu frequentata a fine Ottocento da celebri alpinisti quali Freshfield e  Coolidge, che apprezzo molto il panorama che si gode dalla sua cima. Sempre a causa della sua posizione isolata il massiccio della Bisalta tende ad attirare i fulmini. Ciò causò nel luglio 1960 una tragedia nella quale persero la vita quattro persone che partecipavano ad una cerimonia religiosa e che furono uccise da un fulmine scaricatosi sulla croce di vetta del Bric Costa Rossa.
Sulla montagna negli anni cinquanta del Novecento sono state effettuate ricerche di uranio, curate tra gli altri dal geologo Felice Ippolito. Nel corso di tali ricerche sei degli operai che lavoravano nelle gallerie dedicate alle prospezioni geologiche persero la vita, ed altri si ammalarono di silicosi, come ricorda lo scrittore Nuto Revelli nel suo libro Il mondo dei vinti..

## Accesso alla vetta
La Bisalta è raggiungibile percorrendo, per tracce di passaggio su pietraia, la Costa della Mula; un itinerario più lungo parte invece da San Giacomo in Val Colla.
Una terza via percorre la cresta meridionale e collega la montagna con il Bric Costa Rossa, a sua volta raggiungibile da Limone Piemonte.
La montagna è anche accessibile con le ciaspole o con gli sci da scialpinismo.

## Galleria d'immagini

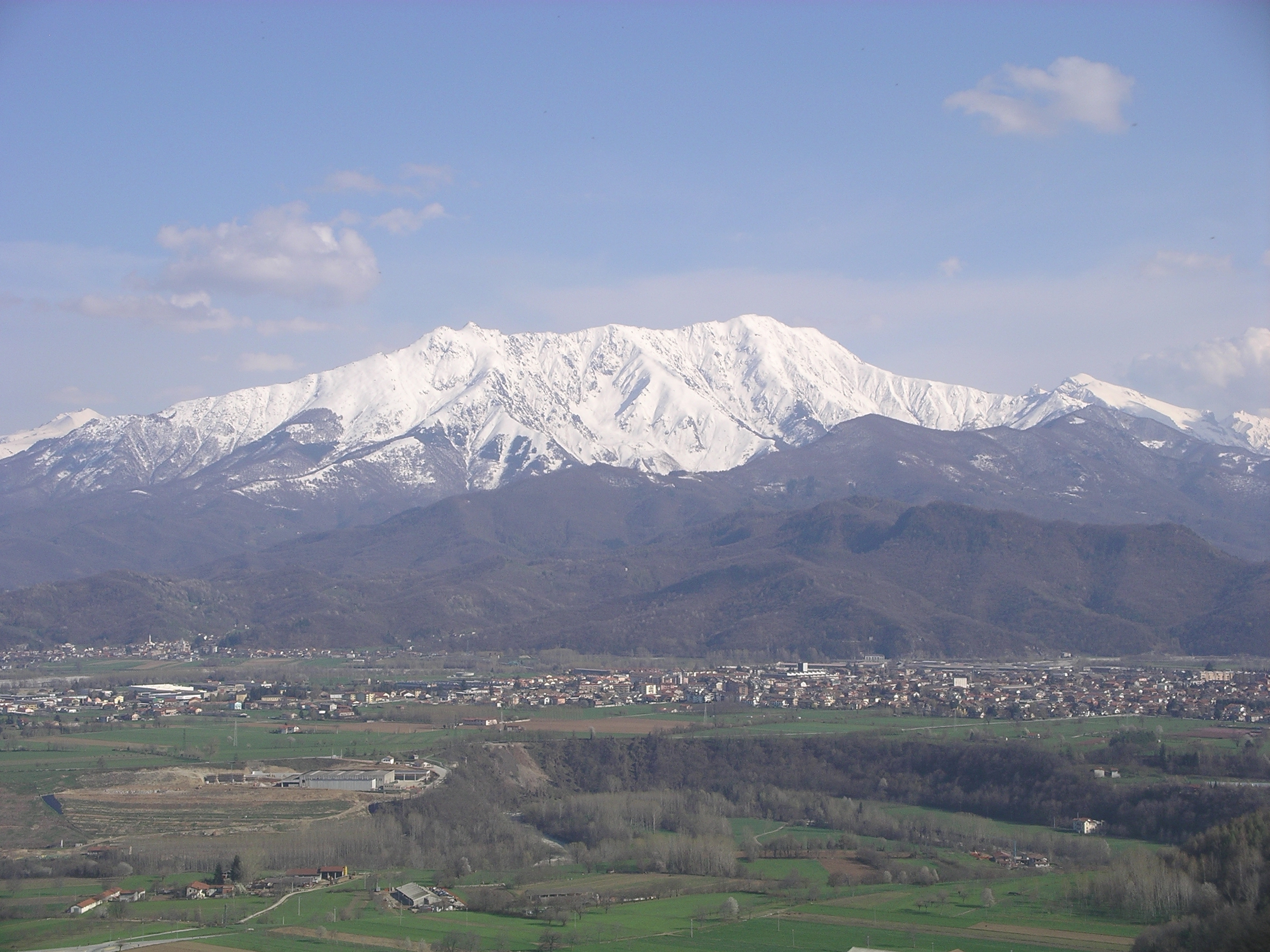
La Bisalta dal Colle di San Maurizio, Cervasca (CN)
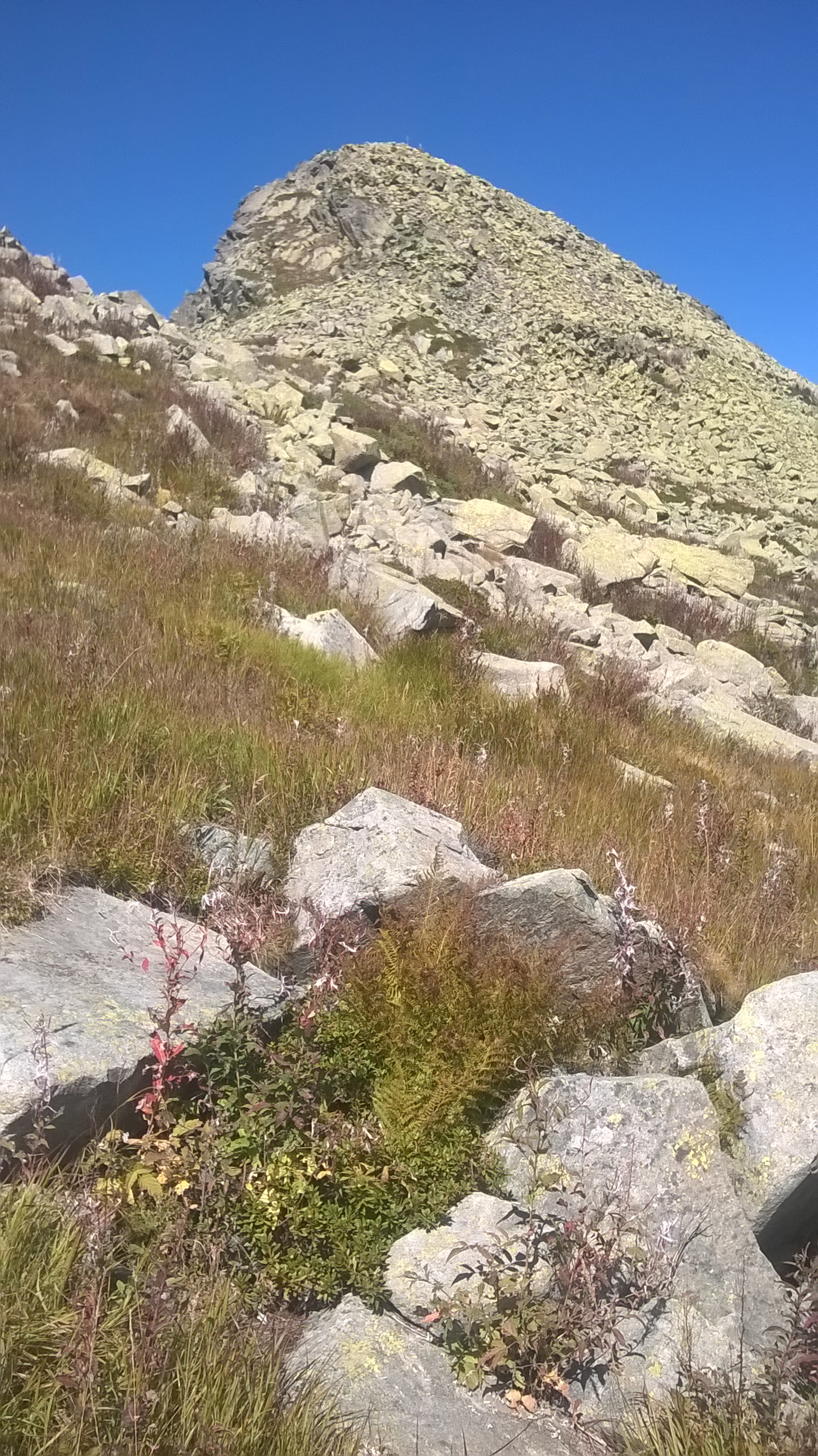
La sommità rocciosa del Monte Besimauda
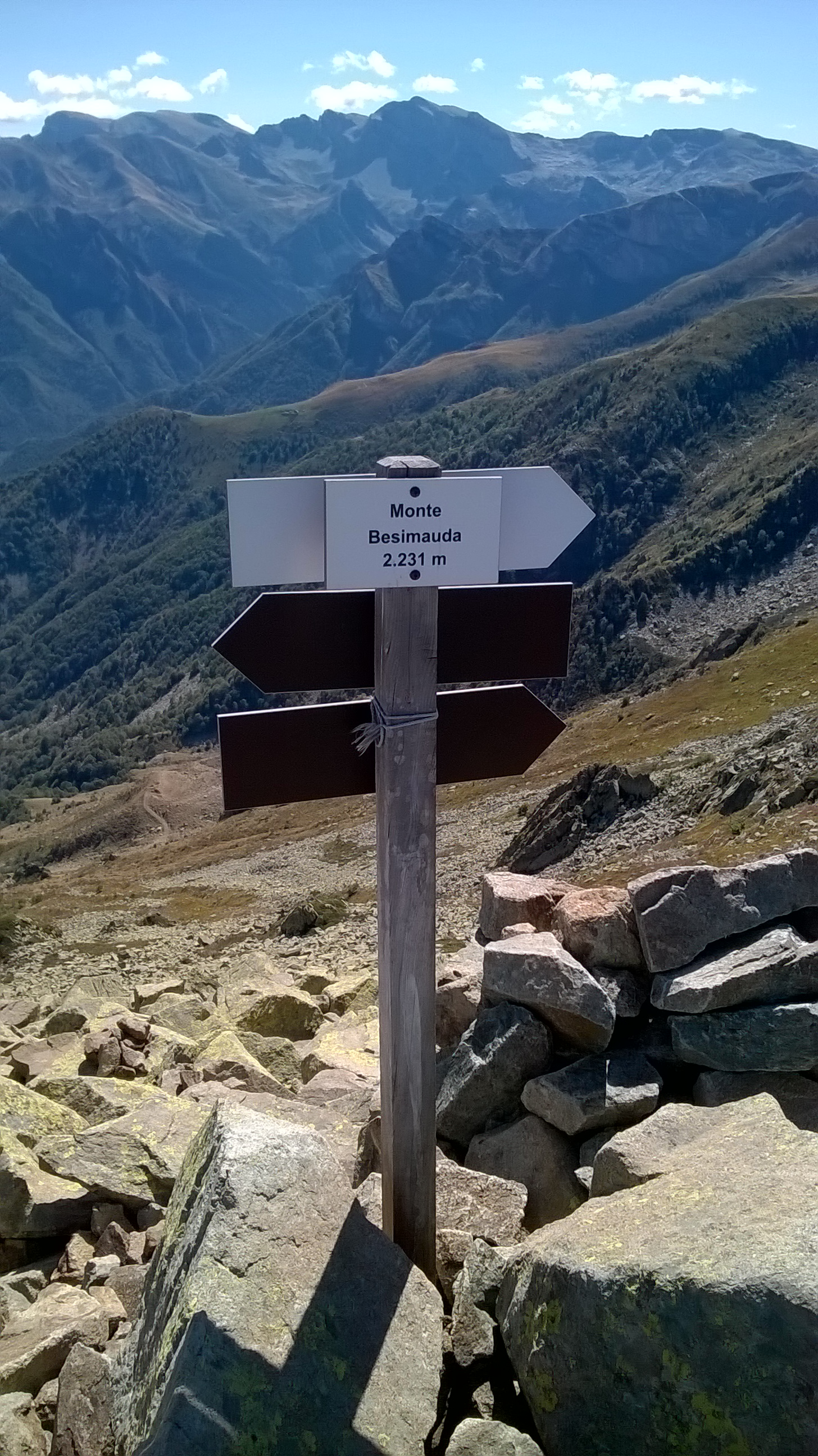
Panorama dalla Cima del Monte Besimauda